# Veniliornis sanguineus
El carpintero sanguíneo o carpintero rojo y pardo (Veniliornis sanguineus) es una especie de ave piciforme de la familia Picidae que vive en el norte de Sudamérica.

## Descripción
Es un pájaro carpintero de pequeño tamaño, cuya longitud pico cola oscila entre los 12 y 13 cm. Su espalda y alas son de color rojo, y la cabeza y partes inferiores son pardo grisáceas, con finas listas horizontales blancas en el pecho y vientre. Su cola es de color pardo oscuro. El píleo y la nuca de los machos es de color rojo. Las hembras son de un color pardo más claro y carecen de la franja roja en la parte superior de la cabeza.

## Distribución y hábitat
Se encuentra solo en una franja costera de unos 140–180 km de ancho en Guyana, Surinam y la Guayana francesa. 
Sus hábitats naturales son las selvas húmedas tropicales de regiones bajas y los manglares. Abunda alrededor de las plantaciones de café.